# Schaafheim
Schaafheim (im lokalen Dialekt: Schoffem) ist eine Gemeinde im südhessischen Landkreis Darmstadt-Dieburg.

## Geographie
Schaafheim liegt in Südhessen, etwa 12 km nordöstlich von Dieburg und 15 km westlich des bayerischen Aschaffenburg in der historischen Region Bachgau auf 151 m ü. NHN.

### Geologie
Das Gemeindegebiet liegt in der Hanau-Seligenstädter Senke, einem Teil der Untermainebene. Südwestlich von Schaafheim, am Nordhang des Odenwaldes, befindet sich fruchtbarer Lößboden, der bereits ersten Siedlern in der Jungsteinzeit gute Lebensbedingungen bot.

### Nachbargemeinden und -kreise
An Schaafheim grenzt im Norden die Stadt Babenhausen, im Osten die Gemeinden Großostheim (Landkreis Aschaffenburg) und Mömlingen (Landkreis Miltenberg) sowie im Süden und Westen an die Ortsteile Kleestadt, Klein-Umstadt und Dorndiel der Stadt Groß-Umstadt.

### Gemeindegliederung
Die Gemeinde besteht aus dem namensgebenden Schaafheim und den Ortsteilen Schlierbach, Mosbach und Radheim. Die Kerngemeinde Schaafheim besteht aus der Gemarkung Schaafheim. In dieser liegt die Burg Schaafheim.

## Geschichte

### Historische Erwähnungen
Soweit bekannt wurde Schaafheim in einem Güterverzeichnis des Klosters Fulda im Jahr 817 erstmals urkundlich erwähnt. Eine Abschrift ist im Codex Eberhardi überliefert, dabei wird das Jahr 830 als Bezug gesetzt. Der damalige Ortsname Scofheim leitet sich von Scop (Schoppen = Schuppen im Gehölz) und Heim (fränkisch für Dorf) ab, hat also keinerlei Beziehung zum Begriff Schaf. Das vermeintliche „Schaf“ im Schaafheimer Ortswappen ist tatsächlich ein Lamm und steht als Symbol für den auferstandenen Christus.
In erhaltenen Urkunden späterer Jahre wurde Schaafheim unter den folgenden Namen erwähnt (in Klammern das Jahr der Erwähnung): Schaffheim (1272), Schafheim (1326), Schoffheim (1355), Schafheym (1390), Schafheim (1394), Schaffhem (1476), Schoffheym (1492), Schaaffheym (1538) und Schaafheim (1710).

### Herrschafts- und Verwaltungsgeschichte
Schaafheim gehörte im Mittelalter zum Wildbann Dreieich; in dem Dorf befand sich eine Wildhube. Dieser Wildbann gehörte zum Herrschaftsbereich der Familie Hagen-Münzenberg. 1326 sprach der Abt des Klosters Fulda die durch den Tod des Grafen Dieter von Katzenelnbogen erledigten Lehen, nämlich einen Teil des Dorfes mit Gericht, Leuten und Gütern, Ulrich von Bickenbach und Ulrich II. von Hanau zu.

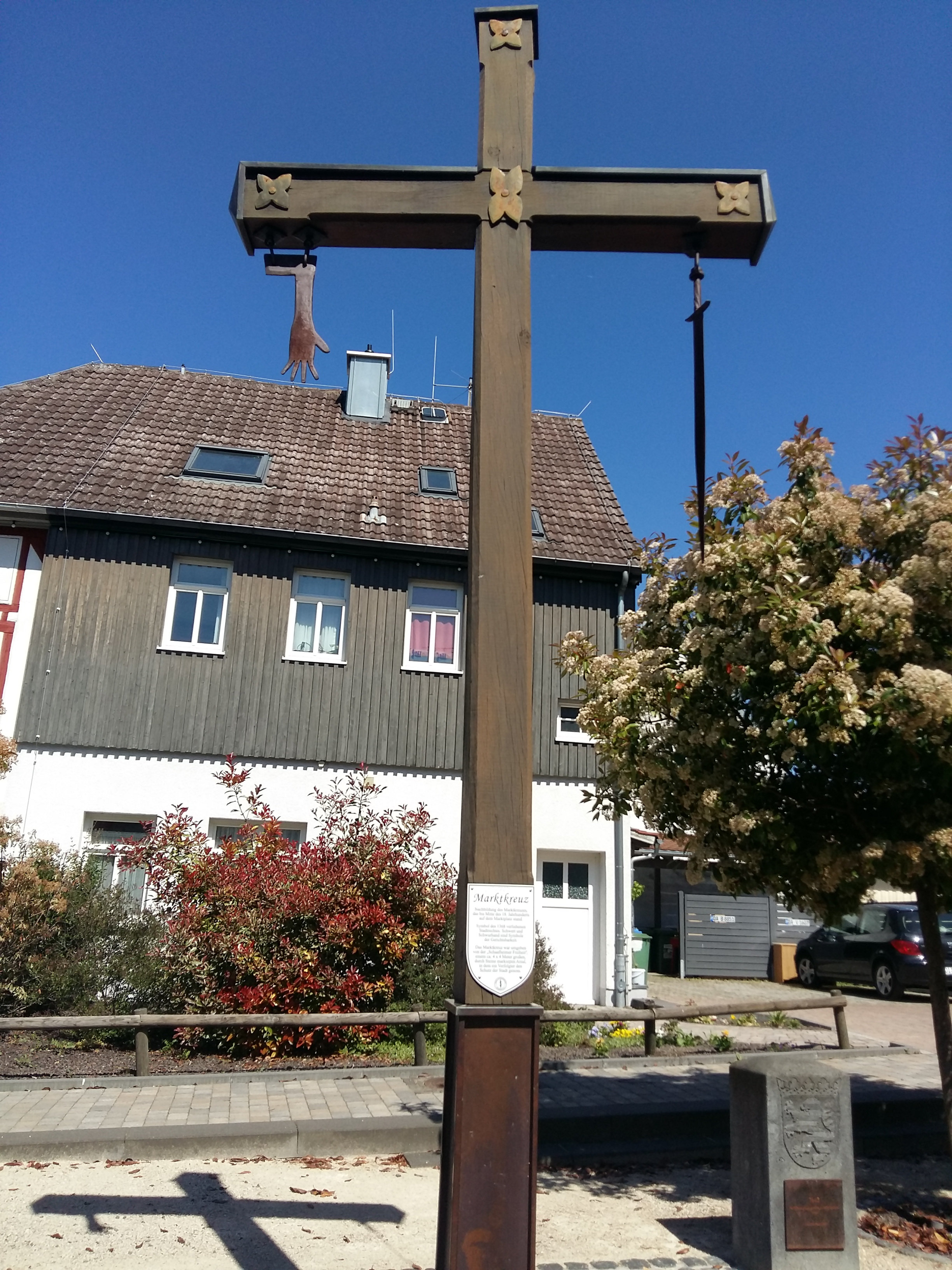
Das Marktkreuz symbolisierte die Stadtrechte Schaafheims

Kaiser Karl IV. gewährte 1368 Schaafheim Stadtrecht mit den Freiheiten von Hanau und Windecken. Der Ort wurde mit einer Stadtmauer befestigt, verfügte über einen Marktplatz und war Sitz der Gerichtsbarkeit (kaiserliches Hofgericht, Unter-, Obergericht) mit einem Galgen als Hinrichtungsstätte. König Ruprecht von der Pfalz bestätigte das Stadtrecht 1404. Schaafheim entwickelte sich aber als Stadt nicht. Nachdem der Freiheitsbrief 1648 verschollen war, wurden die Stadtrechte nicht mehr anerkannt.
1394 besaß Ulrich V. von Hanau das Dorf mit Zubehör einschließlich Zehnt und dem Kirchsatz, früher ein Lehen des Klosters Fulda, von Pfalzgraf Ruprecht II. zu Lehen. 1410 erfolgt eine erneute Belehnung durch Pfalzgraf Ludwig III. anlässlich dessen Regierungsantritt. Ulrich V. – mittlerweile von seinem Bruder Reinhard II. 1404 abgesetzt – verbrachte wohl seine letzten Lebensjahre auf der Burg von Schaafheim. Später müssen die Rechte – außer dem Zehnten – an Hanau übergegangen sein, denn bei dem Vergleich über das Kondominat Umstadt 1521 sind nur noch diese Teil des dabei vereinbarten Rechte-Tauschs, alle anderen Rechte liegen bereits bei Hanau.
Bei der Hanauer Landesteilung 1458 fiel Schaafheim – wie die übrigen südmainischen Besitzungen der Grafschaft Hanau – an Graf Philipp den Älteren von Hanau und wurde damit Bestandteil der späteren Grafschaft Hanau-Lichtenberg. Während des Dreißigjährigen Krieges (1618–1648) wurde die Kirche gebrandschatzt, das Schloss geplündert, das Rathaus zerstört und viele Menschen starben an der Pest. 1635 gab es nur noch 17 Steuerzahler. Für einige Zeit war der Ort sogar entvölkert, weil die Einwohner in die besser gesicherte Stadt Babenhausen geflüchtet waren.
Nach dem Tod des letzten Hanauer Grafen, Johann Reinhard III., 1736, erbte Landgraf Friedrich I. von Hessen-Kassel aufgrund eines Erbvertrages aus dem Jahr 1643 die Grafschaft Hanau-Münzenberg. Aufgrund der Intestaterbfolge fiel die Grafschaft Hanau-Lichtenberg an den Sohn der einzigen Tochter von Johann Reinhard III., Landgraf Ludwig IX. von Hessen-Darmstadt. Umstritten zwischen den beiden Erben war die Zugehörigkeit des Amtes Babenhausen und seiner Orte zu Hanau-Münzenberg oder zu Hanau-Lichtenberg. Es kam fast zu einer kriegerischen Auseinandersetzung, als Hessen-Kassel mit schon sorgsam in Hanau stationiertem Militär den größten Teil des Amtes Babenhausen besetzte. Der Landgrafschaft Hessen-Darmstadt aber gelang die Besetzung von Schaafheim. Der Ort Schaafheim wurde Verwaltungssitz des Amtes Schaafheim, das aus den Teilen des Amtes Babenhausen bestand, die Hessen-Darmstadt für sich sichern konnte. Die Auseinandersetzung um das Hanauer Erbe konnte erst nach einem langjährigen Rechtsstreit vor den höchsten Reichsgerichten 1771 mit einem Vergleich beendet werden, dem so genannten Partifikationsrezess. Schaafheim verblieb bei Hessen-Darmstadt, dem späteren Großherzogtum Hessen.
Die Statistisch-topographisch-historische Beschreibung des Großherzogthums Hessen berichtet 1829 über Schaafheim:

„Schaafheim (L. Bez. Dieburg) Marktflecken; liegt 4 St. von Dieburg und 2 St. von Umstadt, besteht aus 218 Häusern und 1338 Einw., die bis auf 3 Kath. und 51 Juden lutherisch sind. Der Ort ist ummauert und hat mehrere überbaute Thore. Hier ist eine 1477 gebaute Kirche, ein Grenznebenzollamt II. Classe, eine Mühle, ein Schloß, wovon aber nur noch die Ringmauern und zwei Thürme, die noch benutzt werden, übrig sind und in der Nähe auf einer Anhöhe ein Wachtthurm, den nach Wappen und Inschrift die churmainzsche Regierung 1492 hat errichten lassen, und von welchem sich eine schöne Aussicht gegen Aschaffenburg und den Spessart eröffnet. Jährlich werden 3 Märkte gehalten. – Hier bestand ehemals ein kaiserliches Hofgericht, das seinen Ursprung von dem hier befindlich gewesenen kaiserlichen Sattel-, Sadel- oder Sodilhof hat. Zu diesem Hofe gehörten gewisse Hubengüter, über welche ein eigenes Gericht mit Schultheiß und Schöffen niedergesetzt war. Der Sage nach rührt das Gericht von Kaiser Friedrich I. her. Wegen des Patronats zu Schaafheim verglich sich Graf Diether von Katzenellenbogen, 1272, mit Reinhard, Herrn zu Hanau. Ulrich zu Hanau soll Schaafheim nebst Zugehör von Herzog Rudolph I., 1318, zu rechtem Mannlehen, nach fuldischem Lehensrechte und Gewohnheit, empfangen haben. Kaiser Carl IV. ertheilte Schaafheim 1368 das Stadtrecht. Ulrich IV., Graf von Hanau ist 1404 hier gestorben. Im Jahr 1521 wurde der Ort von Graf Philipp III. von Hanau seiner Herrschaft Babenhausen einverleibt. Schaafheim wurde mit Mauern umgeben und solche 1589 geendigt. Von den Spaniern ist den 6. Juni 1622 die Kirche bis auf die Mauern niedergebrannt worden. Durch einen Brand im Jahr 1699 wurden 46 Gebäude in Asche gelegt. Nach dem Ausgang der Hanau-Lichtenbergischen Linie, 1736, wurde durch die Vergleiche von 1762 und 1771 die Herrschaft Babenhausen zwischen den beiden Hessischen Häusern getheilt, bei welcher Gelegenheit Schaafheim mit mehreren andern Orten an Hessen-Darmstadt kam und woraus nun das Amt Schaafheim gebildet wurde.“

### Hessische Gebietsreform (1970–1977)
Im Zuge der Gebietsreform in Hessen wurde die bis dahin selbständige Gemeinde Schlierbach zum 31. Dezember 1971 auf freiwilliger Basis in die  Gemeinde Schaafheim eingemeindet. Am 1. Januar 1977 wurden auch Radheim und Mosbach durch das Landesgesetz zur Neugliederung der Landkreise Darmstadt und Dieburg und der Stadt Darmstadt eingemeindet. Für die eingegliederten Gemeinden wurden Ortsbezirke gebildet.

### Verwaltungsgeschichte im Überblick
Die folgende Liste zeigt die Staaten und Verwaltungseinheiten, denen Schaafheim angehört(e):
- 14. Jahrhundert: Heiliges Römisches Reich, Zent Umstadt (vorher Zent Ostheim)
- ab 1521: Heiliges Römisches Reich, Grafschaft Hanau-Lichtenberg, Amt Babenhausen
- 1736–1773: Strittig zwischen Landgrafschaft Hessen-Darmstadt und Landgrafschaft Hessen-Kassel
- ab 1773: Heiliges Römisches Reich, Landgrafschaft Hessen-Darmstadt (durch Vergleich mit Landgrafschaft Hessen-Kassel), Amt Schaafheim
- ab 1803: Heiliges Römisches Reich, Landgrafschaft Hessen-Darmstadt, Fürstentum Starkenburg, Amt Schaafheim
- ab 1806: Großherzogtum Hessen,[Anm. 2] Fürstentum Starkenburg, Amt Schaafheim[20]
- ab 1815: Großherzogtum Hessen, Provinz Starkenburg, Amt Schaafheim
- ab 1821: Großherzogtum Hessen, Provinz Starkenburg, Landratsbezirk Dieburg[Anm. 3]
- ab 1832: Großherzogtum Hessen, Provinz Starkenburg, Kreis Dieburg
- ab 1848: Großherzogtum Hessen, Regierungsbezirk Dieburg
- ab 1852: Großherzogtum Hessen, Provinz Starkenburg, Kreis Dieburg
- ab 1871: Deutsches Reich, Großherzogtum Hessen, Provinz Starkenburg, Kreis Dieburg
- ab 1918: Deutsches Reich, Volksstaat Hessen,[Anm. 4] Provinz Starkenburg, Kreis Dieburg
- ab 1938: Deutsches Reich, Volksstaat Hessen, Landkreis Dieburg[21][Anm. 5]
- ab 1945: Deutsches Reich, Amerikanische Besatzungszone,[Anm. 6] Groß-Hessen, Regierungsbezirk Darmstadt, Landkreis Dieburg
- ab 1946: Deutsches Reich, Amerikanische Besatzungszone, Hessen, Regierungsbezirk Darmstadt, Landkreis Dieburg
- ab 1949: Bundesrepublik Deutschland, Hessen, Regierungsbezirk Darmstadt, Landkreis Dieburg
- ab 1977: Bundesrepublik Deutschland, Hessen, Regierungsbezirk Darmstadt, Landkreis Darmstadt-Dieburg

Die Verwaltungsgeschichte der bis Ende des 20. Jahrhunderts unabhängigen Ortschaften Radheim und Mosbach verlief anders:
Diese waren bis 1772 in der Zent Bachgau dem Kurfürstentum Mainz zugehörig. Die 1772 in Amtsvogtei Obernburg umbenannte Zent kam 1804 zum Fürstentum Aschaffenburg, ab 1810 zum Großherzogtum Frankfurt und war ab 1814 Teil des Königreichs Bayern. Mit dem Bayerisch-Hessischen Gebietsaustausch von 1817 kamen Radheim und Mosbach zu Hessen-Darmstadt und später zu Schaafheim.
Die Burg innerhalb der ehemaligen Stadtmauern wurde Mitte des 19. Jahrhunderts abgebrochen. Die Straßennamen Schlossgraben und Burggartenstraße erinnern noch daran.

### Gerichte
Die zuständige Gerichtsbarkeit der ersten Instanz war:
Zentgericht Ostheim, ab dem 14. Jahrhundert zu Umstadt
1821: Landgericht Umstadt
1879: Amtsgericht Groß-Umstadt
1970: Amtsgericht Dieburg

## Bevölkerung

### Einwohnerstruktur 2011/2022
Nach den Erhebungen des Zensus 2011/Zensus 2022 lebten am Stichtag, dem 9. Mai 2011, in Schaafheim 9030/9157 Einwohner. Darunter waren 631/1035 (7,0 % / 11,3 %) Ausländer, von denen 340/654 aus dem EU-Ausland, 204/242 aus anderen europäischen Ländern und 86/136 aus anderen Staaten kamen./ Bis zum Jahr 2020 erhöhte sich die Ausländerquote auf 11,5 %. Nach dem Lebensalter waren 1612/1402 Einwohner unter 18 Jahren, 3950/3706 waren zwischen 18 und 49, 1899/2469 zwischen 50 und 64 und 1573/1883 Einwohner waren älter./ Die Einwohner lebten in 3679/5655 Haushalten. Davon waren 912/- Singlehaushalte, 1013/1175 Paare ohne Kinder und 1336/1138 Paare mit Kindern, sowie 344/312 Alleinerziehende und 73/? Wohngemeinschaften./ In 605/379 Haushalten lebten ausschließlich Senioren und in 2570/1781 Haushaltungen lebten keine Senioren./

### Einwohnerentwicklung
| • 1806: | 1.151 Einwohner, 197 Häuser                   |
| • 1829: | 1.338 Einwohner, 218 Häuser                   |
| • 1867: | 1.475 Einwohner, 267 Häuser                   |
| • 2010: | 5.472 Einwohner (Kerngemeinde ohne Ortsteile) |
| • 2012: | 5.547 Einwohner (Kerngemeinde ohne Ortsteile) |

| Schaafheim: Einwohnerzahlen von 1806 bis 2022 | Schaafheim: Einwohnerzahlen von 1806 bis 2022 | Schaafheim: Einwohnerzahlen von 1806 bis 2022 | Schaafheim: Einwohnerzahlen von 1806 bis 2022 | Schaafheim: Einwohnerzahlen von 1806 bis 2022 |
| --- | --------------------------------------------- | --------------------------------------------- | --------------------------------------------- | --------------------------------------------- |
| Jahr |                                               |                                               |                                               | Einwohner                                     |
| 1806 | 1806                                          |                                               | 1.151                                         | 1.151                                         |
| 1829 | 1829                                          |                                               | 1.338                                         | 1.338                                         |
| 1834 | 1834                                          |                                               | 1.350                                         | 1.350                                         |
| 1840 | 1840                                          |                                               | 1.365                                         | 1.365                                         |
| 1846 | 1846                                          |                                               | 1.492                                         | 1.492                                         |
| 1852 | 1852                                          |                                               | 1.456                                         | 1.456                                         |
| 1858 | 1858                                          |                                               | 1.576                                         | 1.576                                         |
| 1864 | 1864                                          |                                               | 1.519                                         | 1.519                                         |
| 1871 | 1871                                          |                                               | 1.484                                         | 1.484                                         |
| 1875 | 1875                                          |                                               | 1.517                                         | 1.517                                         |
| 1885 | 1885                                          |                                               | 1.575                                         | 1.575                                         |
| 1895 | 1895                                          |                                               | 1.666                                         | 1.666                                         |
| 1905 | 1905                                          |                                               | 1.753                                         | 1.753                                         |
| 1910 | 1910                                          |                                               | 1.815                                         | 1.815                                         |
| 1925 | 1925                                          |                                               | 1.911                                         | 1.911                                         |
| 1939 | 1939                                          |                                               | 2.013                                         | 2.013                                         |
| 1946 | 1946                                          |                                               | 2.848                                         | 2.848                                         |
| 1950 | 1950                                          |                                               | 3.087                                         | 3.087                                         |
| 1956 | 1956                                          |                                               | 3.290                                         | 3.290                                         |
| 1961 | 1961                                          |                                               | 3.606                                         | 3.606                                         |
| 1967 | 1967                                          |                                               | 4.034                                         | 4.034                                         |
| 1970 | 1970                                          |                                               | 4.139                                         | 4.139                                         |
| 1972 | 1972                                          |                                               | 4.781                                         | 4.781                                         |
| 1975 | 1975                                          |                                               | 7.154                                         | 7.154                                         |
| 1980 | 1980                                          |                                               | 7.578                                         | 7.578                                         |
| 1985 | 1985                                          |                                               | 7.681                                         | 7.681                                         |
| 1990 | 1990                                          |                                               | 7.885                                         | 7.885                                         |
| 1995 | 1995                                          |                                               | 8.381                                         | 8.381                                         |
| 2000 | 2000                                          |                                               | 8.609                                         | 8.609                                         |
| 2005 | 2005                                          |                                               | 8.833                                         | 8.833                                         |
| 2010 | 2010                                          |                                               | 8.994                                         | 8.994                                         |
| 2011 | 2011                                          |                                               | 9.030                                         | 9.030                                         |
| 2015 | 2015                                          |                                               | 8.994                                         | 8.994                                         |
| 2020 | 2020                                          |                                               | 9.218                                         | 9.218                                         |
| 2022 | 2022                                          |                                               | 9.157                                         | 9.157                                         |
| Datenquelle: Historisches Gemeindeverzeichnis für Hessen: Die Bevölkerung der Gemeinden 1834 bis 1967. Wiesbaden: Hessisches Statistisches Landesamt, 1968. Weitere Quellen: ; 1972:; Hessisches Statistisches Informationssystem; Zensus 2011; Zensus 2022 Ab 1972 einschließlich der im Zuge der Gebietsreform in Hessen eingegliederten Orte. |                                               |                                               |                                               |                                               |

### Historische Religionszugehörigkeit
| • 1829: | 1284 lutheranische (= 95,96 %), 51 jüdische (= 3,81 %) und 3 katholische (= 0,22 %) Einwohner |
| • 1961: | 2679 evangelische (= 74,29 %), 872 katholische (= 24,18 %) Einwohner                          |
| • 1987: | 3553 evangelische (= 46,8 %), 3437 katholische (= 45,2 %), 605 sonstige (= 8,0 %) Einwohner   |
| • 2011: | 3393 evangelische (= 37,6 %), 3229 katholische (= 35,8 %), 2406 sonstige (= 26,6 %) Einwohner |
| • 2022: | 2724 evangelische (= 29,7 %), 2829 katholische (= 30,9 %), 3006 sonstige (= 39,4 %) Einwohner |

### Erwerbstätigkeit
Die Gemeinde im Vergleich mit Landkreis, Regierungsbezirk Darmstadt und Hessen:
|                                                   | Jahr | Gemeinde | Landkreis | Regierungsbezirk | Hessen    |
| ------------------------------------------------- | ---- | -------- | --------- | ---------------- | --------- |
| Sozialversicherungspflichtig Beschäftigte         | 2017 | 1057     | 74.525    | 1.695.567        | 2.524.156 |
| Veränderung zu                                    | 2000 | +9,3 %   | +21,1 %   | +16,1 %          | +16,0 %   |
| davon Vollzeit                                    | 2017 | 67,0 %   | 68,3 %    | 72,8 %           | 71,8 %    |
| davon Teilzeit                                    | 2017 | 33,0 %   | 31,7 %    | 27,2 %           | 28,2 %    |
| Ausschließlich geringfügig entlohnte Beschäftigte | 2017 | 394      | 15.305    | 224.267          | 372.991   |
| Veränderung zu                                    | 2000 | +33,6 %  | +14,4 %   | +9,0 %           | +8,8 %    |

| Branche                         | Jahr | Gemeinde | Landkreis | Regierungsbezirk | Hessen |
| ------------------------------- | ---- | -------- | --------- | ---------------- | ------ |
| Produzierendes Gewerbe          | 2000 | 58,1 %   | 41,1 %    | 27,0 %           | 30,6 % |
|                                 | 2017 | 39,4 %   | 31,3 %    | 20,4 %           | 24,3 % |
| Handel, Gastgewerbe und Verkehr | 2000 | 16,9 %   | 26,1 %    | 26,4 %           | 25,1 % |
|                                 | 2017 | 27,6 %   | 26,8 %    | 24,7 %           | 23,8 % |
| Unternehmensdienstleistungen    | 2000 | 07,8 %   | 11,6 %    | 25,1 %           | 20,2 % |
|                                 | 2017 | 13,8 %   | 17,1 %    | 31,6 %           | 26,1 % |
| Sonstige Dienstleistungen       | 2000 | 15,8 %   | 18,8 %    | 20,1 %           | 22,5 % |
|                                 | 2017 | 18,8 %   | 23,6 %    | 23,0 %           | 25,4 % |
| Sonstiges (bzw. ohne Zuordnung) | 2000 | 01,4 %   | 02,4 %    | 01,4 %           | 01,5 % |
|                                 | 2017 | 00,8 %   | 00,5 %    | 00,3 %           | 00,4 % |

## Religion

### Kirche
Eine Kirche gab es in Schaafheim bereits 1272. Damals lag das Kirchenpatronat als fuldisches Lehen bei den Grafen von Katzenelnbogen und den Herren von Hanau, ab 1355 allein bei den Herren von Hanau. Als Patrozinien werden Nikolaus (1472), Sebastian (1472), Dorothea (1472) und Maria (1492) genannt. Filialkirche von Schaafheim war die Kirche in Schlierbach, kirchliche Mittelbehörde das Archidiakonat St. Peter und Alexander in Aschaffenburg, Landkapitel Montat.
Die Reformation wurde 1545 unter Graf Philipp IV. von Hanau-Lichtenberg in Schaafheim eingeführt, die Ortsteile Radheim und Mosbach blieben beim Kurfürstentum Mainz und daher katholisch. Die evangelische Kirchengemeinde hat heute rund 3.350 Mitglieder in den vier Ortschaften Schaafheim, Radheim, Mosbach und Wenigumstadt (Stand: 2015). Sie betreibt eine Kindertagesstätte in der Kerngemeinde Schaafheim.

### Jüdische Gemeinde
Eine jüdische Gemeinde bestand vom 18. Jahrhundert bis nach 1933. Durch Abwanderung in die Städte verringerte sich der Anteil der jüdischen Einwohner an der Bevölkerung von 1861 bis 1910 von 3,7 Prozent auf 1,1 Prozent. Die jüdischen Familien lebten vom Vieh-, Textil- und Getreidehandel. Die Gemeinde gehörte zum orthodoxen Bezirksrabbinat Darmstadt II. Eine Synagoge wurde 1840/41 im Hof des Hauses Spitzengasse 3 errichtet. Beim Novemberpogrom 1938 wurde sie verwüstet. Nach 1939 diente das Gebäude als Futterstall, 1953 wurde es abgebrochen.

## Politik

### Gemeindevertretung
Die Kommunalwahl am 14. März 2021 lieferte folgendes Ergebnis, in Vergleich gesetzt zu früheren Kommunalwahlen:

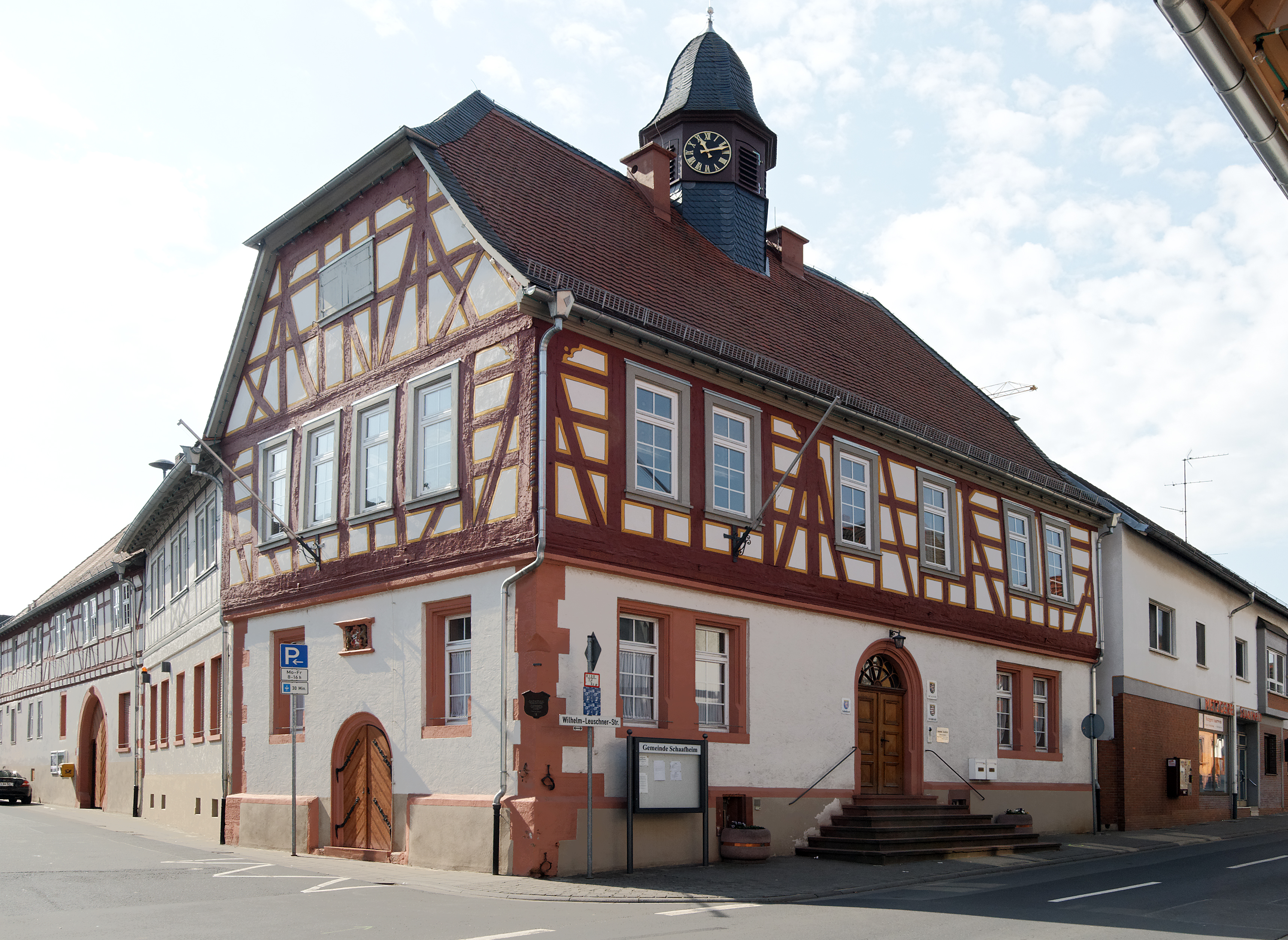
Rathaus der Gemeinde Schaafheim

| Sitzverteilung in der Gemeindevertretung 2021Insgesamt 31 Sitze - SPD: 8 - Grüne: 4 - CDU: 11 - FWG: 8 | Parteien und Wählergemeinschaften | Parteien und Wählergemeinschaften           | % 2021 | Sitze 2021 | % 2016 | Sitze 2016 | % 2011 | Sitze 2011 | % 2006 | Sitze 2006 | % 2001 | Sitze 2001 |
| Sitzverteilung in der Gemeindevertretung 2021Insgesamt 31 Sitze - SPD: 8 - Grüne: 4 - CDU: 11 - FWG: 8 | CDU                               | Christlich Demokratische Union Deutschlands | 35,3   | 11         | 39,6   | 12         | 39,2   | 12         | 44,1   | 14         | 40,6   | 13         |
| Sitzverteilung in der Gemeindevertretung 2021Insgesamt 31 Sitze - SPD: 8 - Grüne: 4 - CDU: 11 - FWG: 8 | SPD                               | Sozialdemokratische Partei Deutschlands     | 26,9   | 8          | 32,2   | 10         | 37,9   | 12         | 35,9   | 11         | 40,0   | 12         |
| Sitzverteilung in der Gemeindevertretung 2021Insgesamt 31 Sitze - SPD: 8 - Grüne: 4 - CDU: 11 - FWG: 8 | FWG                               | Freie Wählergemeinschaft Schaafheim         | 24,5   | 8          | 28,2   | 9          | 22,9   | 7          | 20,0   | 6          | 19,4   | 6          |
| Sitzverteilung in der Gemeindevertretung 2021Insgesamt 31 Sitze - SPD: 8 - Grüne: 4 - CDU: 11 - FWG: 8 | Grüne                             | Bündnis 90/Die Grünen                       | 13,2   | 4          | –      | –          | –      | –          | –      | –          | –      | –          |
| Sitzverteilung in der Gemeindevertretung 2021Insgesamt 31 Sitze - SPD: 8 - Grüne: 4 - CDU: 11 - FWG: 8 | Gesamt                            | Gesamt                                      | 100    | 31         | 100    | 31         | 100    | 31         | 100    | 31         | 100    | 31         |
| Sitzverteilung in der Gemeindevertretung 2021Insgesamt 31 Sitze - SPD: 8 - Grüne: 4 - CDU: 11 - FWG: 8 | Wahlbeteiligung                   | Wahlbeteiligung                             | 52,2 % | 52,2 %     | 46,8 % | 46,8 %     | 49,2   | 49,2       | 46,0   | 46,0       | 56,6   | 56,6       |

### Bürgermeister
Nach der hessischen Kommunalverfassung wird der Bürgermeister für eine sechsjährige Amtszeit gewählt, seit dem Jahr 1993 in einer Direktwahl, und ist Vorsitzender des Gemeindevorstands, dem in der Gemeinde Schaafheim neben dem Bürgermeister ehrenamtlich ein Erster Beigeordneter und fünf weitere Beigeordnete angehören. Bürgermeister ist seit dem 1. Januar 2021 Daniel Rauschenberger (CDU). Er wurde als Nachfolger von Reinhold Hehmann (CDU), der nach vier Amtszeiten nicht mehr kandidiert hatte, am 1. November 2020 im ersten Wahlgang bei 59,2 Prozent Wahlbeteiligung mit 55,7 Prozent der Stimmen gewählt.
Amtszeiten der Bürgermeister
- 2021–2026 Daniel Rauschenberger (CDU)[48]
- 1997–2020 Reinhold Hehmann (CDU)[51]

### Ortsbezirke
Folgende Ortsbezirke mit Ortsbeirat und Ortsvorsteher nach der Hessischen Gemeindeordnung gibt es im Gemeindegebiet:
- Ortsbezirk Schlierbach (Gebiete der ehemaligen Gemeinde Schlierbach). Der Ortsbeirat besteht aus sieben Mitgliedern.
- Ortsbezirk Mosbach (Gebiete der ehemaligen Gemeinde Mosbach). Der Ortsbeirat besteht aus neun Mitgliedern.
- Ortsbezirk Radheim (Gebiete der ehemaligen Gemeinde Radheim). Der Ortsbeirat besteht aus sieben Mitgliedern.

### Gemeindepartnerschaften
Schaafheim unterhält folgende Gemeindepartnerschaften:
- Richelieu, Frankreich
- Mansfeld, Sachsen-Anhalt

### Wappen und Flagge

#### Wappen
| | Blasonierung: „Geteilt und oben geviert; 1 und 4 fünfmal sparrenweise geteilt von Gold und Rot, 2 und 3 in Silber ein zugewendeter schwarzer Löwe; unten auf einem mit waagrechter schwarzer Wolfsangel belegten goldenen Dreiberg schreitend ein silbernes Osterlamm mit silberner Fahne.“ |
| Das heutige Wappen ist seit dem 17. Jahrhundert in Benutzung, wobei Variationen bereits seit dem 16. Jahrhundert bekannt sind. Der obere Teil des Wappens entstammt dem der Grafschaft Hanau-Lichtenberg. Der untere Teil, das Osterlamm ist redend, obwohl der Name der Gemeinde nicht von den Wort Schaf abstammt. Die Wolfsangel ist ein altes Ortszeichen und länger in Gebrauch als das heutige Wappen. | |

#### Flagge
Die Gemeindeflagge wurde am 5. Dezember 1986 genehmigt und wird wie folgt beschrieben: „Auf rot/gold gevierter Flaggenbahn in der oberen Hälfte aufgelegt das Gemeindewappen.“ 

## Kultur und Sehenswürdigkeiten

### Lokaler Dialekt

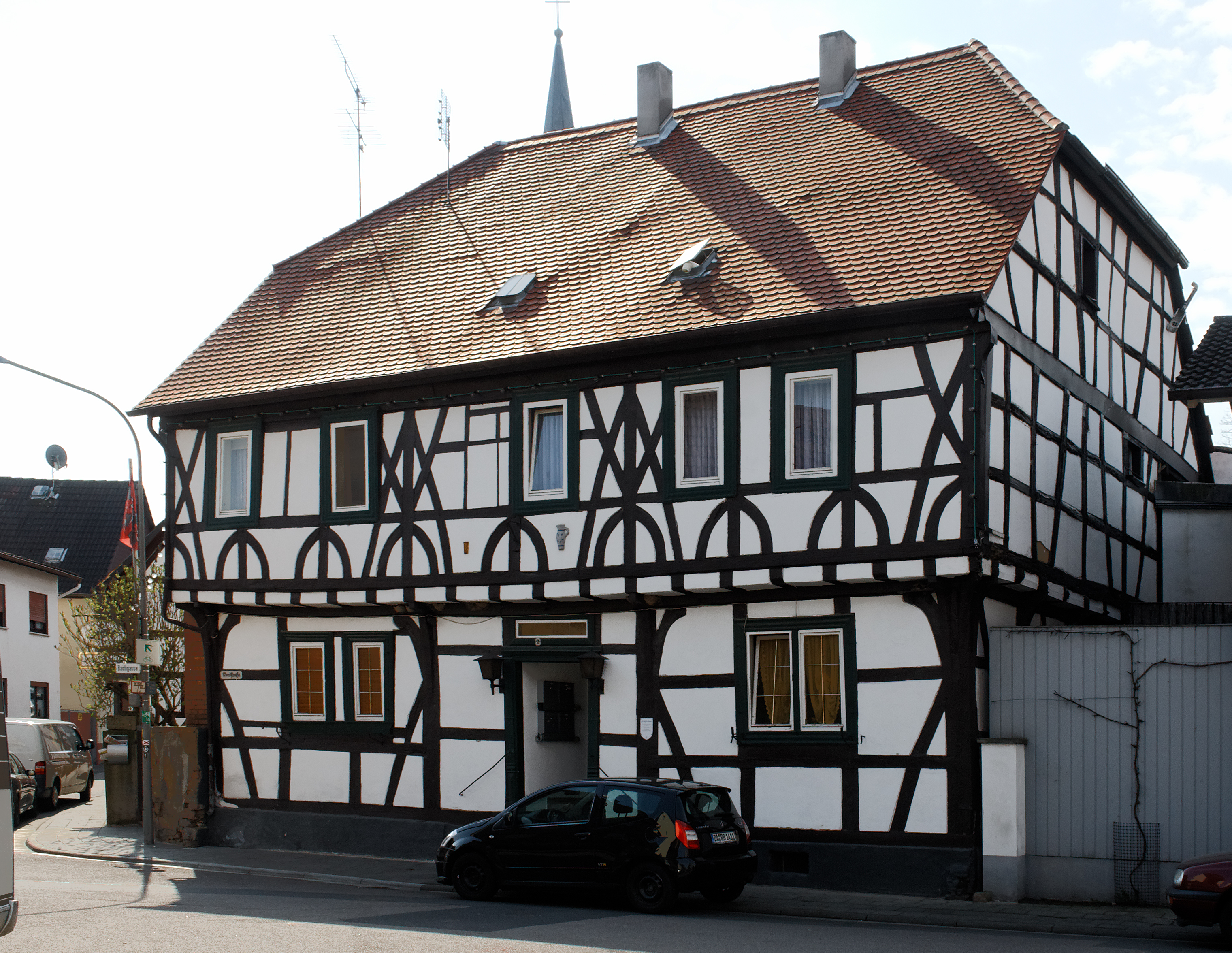
Das Geburtshaus des Odenwälder Heimatdichters Georg Schäfer

Die Schaafheimer bezeichnen sich selbst gerne als Scheffmer und ihre Gemeinde als Schoffem.
Schaafheim ist für seinen ganz eigenen, südhessischen Dialekt bekannt, der gerne als Scheffemerisch bezeichnet wird. Bei genauerer Analyse des Sprachduktus lassen sich eindeutige Differenzen zu umliegenden Orten erkennen. Eine Sammlung typisch Scheffemer Wörter ist bereits in einer Publikation des Heimat- und Geschichtsvereins Schaafheim erschienen.
Am 31. Oktober 2020 wurde ein Hörweg eingeweiht. An zehn Stationen im historischen Stadtkern können interaktiv historische Geschichten teilweise im lokalen Dialekt angehört werden.

### Musik
Die Sängervereinigung Schaafheim ist der älteste Verein der Gemeinde. Sie wurde 1879 als Liederkranz Schaafheim gegründet und vereinigte sich 1929 mit dem Gesangverein Eintracht zur Sängervereinigung. Sie hat derzeit vier Chöre. Der Arbeitergesangverein Bruderkette besteht seit 1903 und hat fünf Chöre.
Die Schaafheimer Feuerwehrmusik wurde im Jahr 1953 als Spielmannszug gegründet. Sie verfügt über ein Feuerwehrorchester, ein Jugendorchester und betreibt Ausbildung an Blech- und Holzblasinstrumenten. Schlagzeugausbildung wird ebenfalls angeboten. In jedem ungeraden Jahr findet ein besonderer Konzertabend am Palmsonntag in der Schaafheimer Kulturhalle unter dem Namen „Feuer & Flamme“ statt. Musikalischer Leiter ist Steffen Rupprecht. Es besteht eine Spielgemeinschaft mit dem Blasorchester der Freiwilligen Feuerwehr Altheim.

### Bauwerke

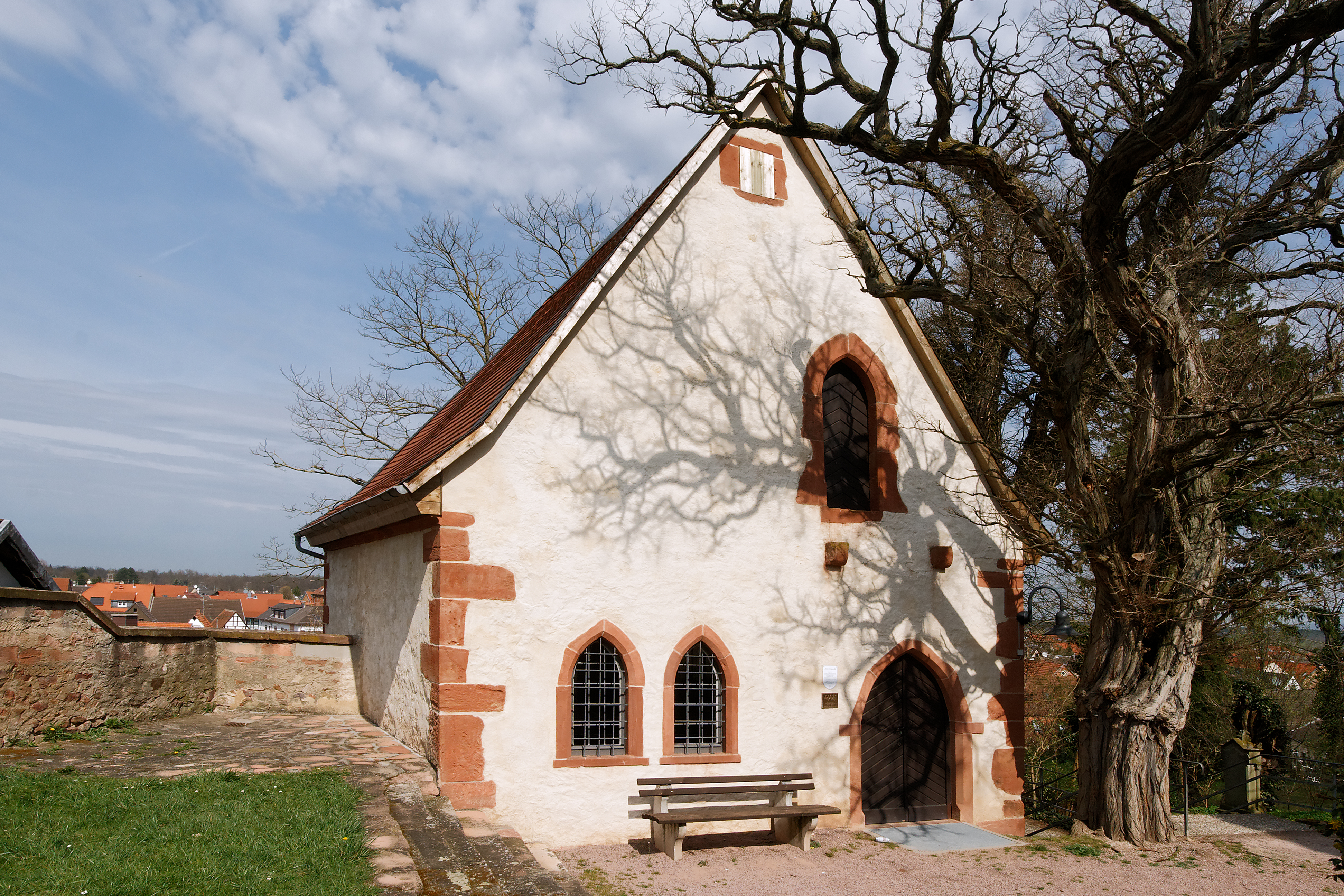
Gottesackerkapelle

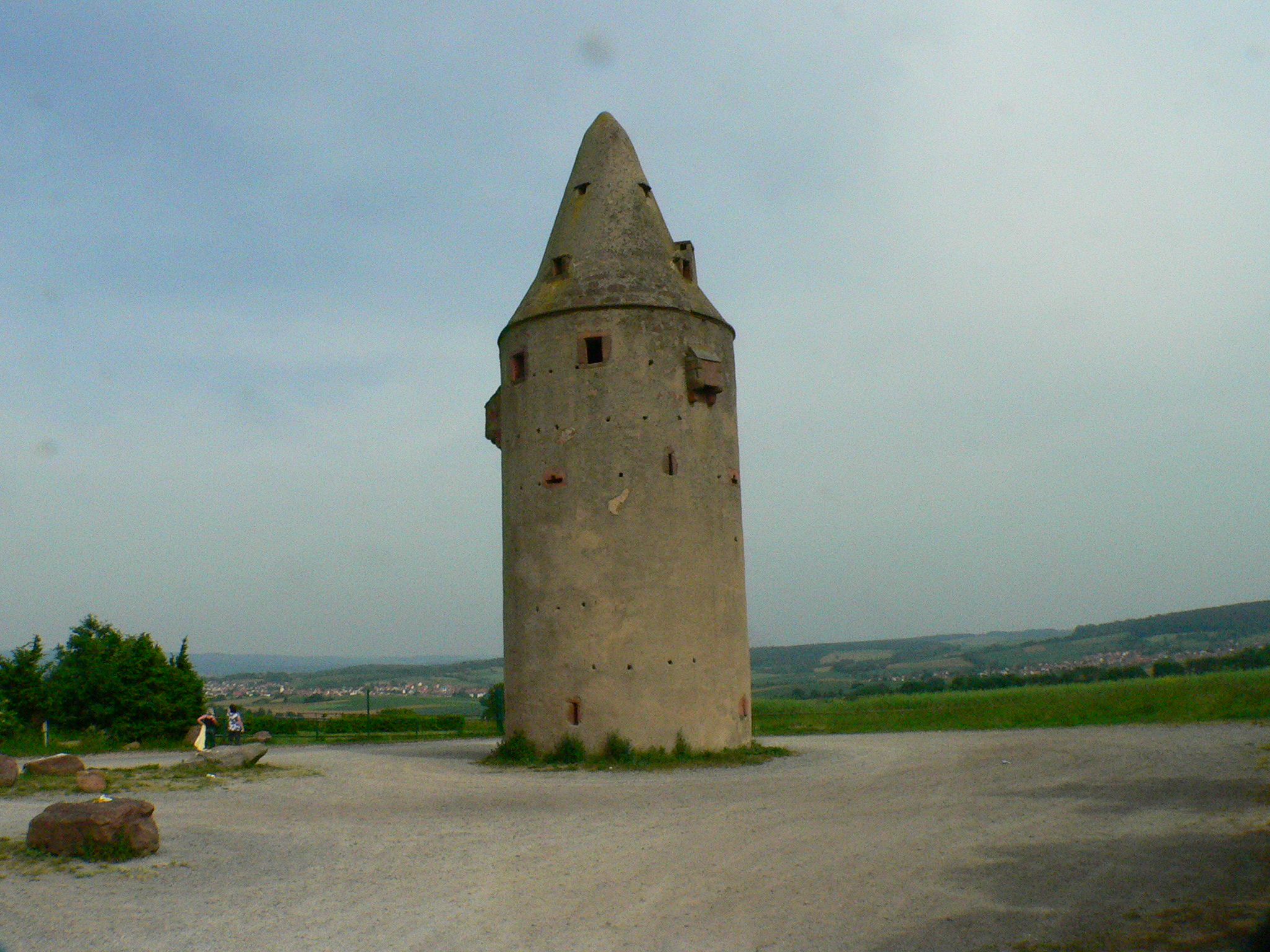
Wartturm bei Schaafheim

- Den historischen Stadtkern bilden das Rathaus und viele Fachwerkhäuser sowie die beiden Kirchen. Die evangelische Kirche wurde 1839–1841 nach Plänen von Georg Moller errichtet. Am Standort der 1838 niedergelegten mittelalterlichen Kirche (neben der heutigen evangelischen Kirche) befand sich auch das Familiengrab von Georg Ridinger, dem Baumeister des Aschaffenburger Schlosses Johannisburg. Die sich westlich der Kirche befindliche, um 1515 erbaute mittelalterliche Gottesackerkapelle steht unter Denkmalschutz. Sie wurde etwa 1570 zum ersten Schulhaus Schaafheims umgebaut.
- Das Geburtshaus des Odenwälder Heimatdichters Georg Schäfer (1840–1914) ist das älteste bestehende Wohnhaus in Schaafheim. Das Fachwerk-Obergeschoss stammt aus der Zeit um 1500.[58]
- Südlich von Schaafheim ragt auf einer Kuppe der 22 m hohe Wartturm auf, den 1492 der Mainzer Erzbischof Berthold von Henneberg an der alten Bachgauer Landwehr errichten ließ. Er sicherte den Übergang des Schiffwegs in Kurmainzer Gebiet. Hier begann das Kurmainzer Geleit zum Schutz der Fuhr- und Kaufleute. 1992 wurde der Turm grundlegend restauriert.
- An das abgegangene Schloss Schaafheim erinnert heute nur noch eine Gedenktafel.

### Natur und Schutzgebiete
In den Gemarkungen von Schaafheim und Schlierbach liegt das Naturschutzgebiet „Buchertsgräben bei Schlierbach“, ein reich strukturiertes Waldgebiet mit Löss-Schluchten und Resten von Halbtrockenrasen mit schützenswerten Pflanzen- und Tierarten.
Südwestlich von Schaafheim verläuft die „Schiffsweg-Hohl“, ein ehemaliger Löss-Hohlweg, der als flächenhaftes Naturdenkmal geschützt ist.

### Sport
Der ADAC-Odenwaldring ist eine Anlage, auf der eine Outdoor-Kartbahn und ein Motocross-Parcours untergebracht sind. Auf der Outdoor-Strecke haben u. a. auch schon die Rennfahrer Michael Schumacher, Sebastian Vettel und Timo Glock trainiert. Wegen Lärmschutzes müssen strenge Auflagen erfüllt werden, was den Betrieb von Renngeräten stark einschränkt. Betreiber der Anlage ist der Motorsportclub Wartturm.
Am Ortsrand in der Nähe des „Odenwaldring“ befindet sich der Bogenclub Diana mit seinem Bogenplatz. Der Ehemalige Compound Bundestrainer Harry Vohs ist dort Mitglied.
Das Schaafheimer Freibad liegt am Waldrand in Richtung Schlierbach gelegen. Es verfügt über ein 25-Meter-Schwimmbecken, ein Spaßbecken mit Rutsche, zwei Kinderbecken, einen Beachvolleyballplatz sowie eine große Liegewiese. Im Sommer wird gelegentlich auch zu Open-Air-Kinoveranstaltungen geladen.
Im Ortskern selbst findet sich der Sportplatz des Fußballvereins Viktoria Schaafheim, jedoch ist aktuell eine Verlegung des Sportplatzes an einen anderen Ort innerhalb der Kerngemeinde geplant, u. a. aus Modernisierungs- und Lärmschutzgründen.

### Regelmäßige Veranstaltungen
Jährlich findet am letzten Augustwochenende die Scheffemer Kerb auf dem Festplatz vor Kultur- und Sporthalle statt. Diese Veranstaltung ist tief in die Tradition Schaafheims verwurzelt und somit Inbegriff „Scheffemer“ Brauchtums. In einem alle fünf Jahre festgelegten Rhythmus wechseln die Veranstalter der Kerb, bestehend u. a. aus Viktoria Schaafheim, der Freiwilligen Feuerwehr sowie seit kurzem auch der eigens für die Ausrichtung der Kerb gegründete Kerbverein. Bis auf wenige Ausnahmen findet sich in jedem Jahr aus einem Jahrgang (z. B. 2008 der Schuljahrgang 1989/1990) eine Gruppe sogenannter Kerbborschen (vereinzelt auch Kerbmädschen) zusammen, welche über das gesamte Wochenende insbesondere für Stimmung im Kerbzelt und auf dem Kerbumzug (sonntags) sorgt.
Am letzten Septemberwochenende richtete die Freiwillige Feuerwehr Schaafheim das Oktoberfest im örtlichen Feuerwehrhaus aus.
Am dritten Adventswochenende kann man den Weihnachtsmarkt im historischen Ortskern besuchen. Gewerbetreibende und Kirchengemeinden betreiben Stände, auch die Partnergemeinde Richelieu ist vertreten. Der Schaafheimer Weihnachtsmarkt ist einer der beliebtesten Weihnachtsmärkte im Bachgau.
Der AGV Bruderkette richtet jeweils eine Faschingsveranstaltung an Faschingssonntag (Kinderfasching) und Rosenmontag (Rosenmontagsball) in der Kulturhalle aus. In Mosbach findet zusätzlich zu den Fastnachtsitzungen auch ein Faschingsumzug statt.
Der Grillplatz „Röhrichecke“, direkt neben dem Freibad, wird mehrmals im Jahr für öffentliche Veranstaltungen genutzt. Dieser kann auch privat angemietet werden.

## Wirtschaft und Infrastruktur

### Flächennutzung
Das Gemeindegebiet umfasst eine Gesamtfläche von 3216 Hektar, davon entfallen in ha auf:
| Nutzungsart             | Nutzungsart             | 2011 | 2015 |
| ----------------------- | ----------------------- | ---- | ---- |
| Gebäude- und Freifläche | Gebäude- und Freifläche | 202  | 207  |
| davon                   | Wohnen                  | 135  | 138  |
|                         | Gewerbe                 | 11   | 15   |
| Betriebsfläche          | Betriebsfläche          | 6    | 7    |
| davon                   | Abbauland               | 2    | 2    |
| Erholungsfläche         | Erholungsfläche         | 33   | 33   |
| davon                   | Grünanlage              | 8    | 8    |
| Verkehrsfläche          | Verkehrsfläche          | 206  | 207  |
| Landwirtschaftsfläche   | Landwirtschaftsfläche   | 1629 | 1622 |
| davon                   | Moor                    | 0    | 0    |
|                         | Heide                   | 0    | 0    |
| Waldfläche              | Waldfläche              | 1108 | 1108 |
| Wasserfläche            | Wasserfläche            | 17   | 17   |
| Sonstige Nutzung        | Sonstige Nutzung        | 15   | 15   |

### Verkehr
Der Eisenbahnanschluss Schaafheims durch die Hessische Ludwigsbahn scheiterte zwischen 1850 und 1860 am Widerspruch der Gemeindegremien. Die Hessische Ludwigsbahn führte die Rhein-Main-Bahn zwischen Darmstadt und Aschaffenburg vielmehr über Babenhausen, ebenso die Odenwaldbahn.
Schaafheim ist heute durch ein regionales Busnetz an die Gemeinden des Umlands angeschlossen:
- 53 (VAB) bzw. BG2 (Dadina): Babenhausen – Schaafheim – Großostheim – Aschaffenburg (Anschluss zum Fernverkehr Richtung Würzburg und Nürnberg)
- 54 (VAB) bzw. BG3 (Dadina): Babenhausen – Schaafheim – Radheim – Mosbach – Großostheim – Aschaffenburg
- K65: Babenhausen – Hergershausen – Schlierbach – Schaafheim (nur werktags)
- GU1: Ober-Klingen – Habitzheim – Lengfeld – Groß-Umstadt – Klein-Umstadt – Kleestadt – Schaafheim (nicht zu allen Zeiten, tw. nur bis in die Stadtteile von Groß-Umstadt, nur werktags)
- 671: Darmstadt – Dieburg – Babenhausen (– Schaafheim) – Stockstadt am Main – Aschaffenburg (nur im Spätverkehr am Wochenende)

In Babenhausen bestehen Anschlüsse in Richtung Darmstadt, Hanau, Frankfurt und Erbach.
Inzwischen bestehen auch Bus-Verbindungen (Linie BG1) nach Rodgau-Dudenhofen und dadurch auch Anschluss an diverse S-Bahn-Linien, u. a. nach Frankfurt und Offenbach.

### Medien
Schaafheim gehört zum Verbreitungsgebiet der Offenbach-Post, des Main-Echos und des Darmstädter Echos. Zudem erscheint jeden Donnerstag die Schaafheimer Zeitung.

### Bildung
Seit 1896 bestand im Schaafheimer Ortskern eine Volksschule. 1972 erhielt diese am Eichwald einen Ausbau. Die Eichwaldschule Schaafheim ist eine Grund-, Haupt- und Realschule mit Förderstufe. Durch den seit 1989 neu aufgebauten Realschulzweig wurde 1993 ein Erweiterungstrakt mit Fach- und weiteren Klassenräumen nötig. Ein neues ergänzendes Schulgebäude, die Mobiskul wurde 2020 eingeweiht. Der aktuelle Schulleiter ist Christopher Mühlhöfer (seit 2022).
Im Ortsteil Mosbach gibt es zusätzlich eine Grundschule mit jeweils zwei Klassen pro Jahrgang, die auch von den Radheimer Kindern besucht wird.
Aktuell gibt es drei Kindergärten, davon zwei in der Kerngemeinde. Aufgrund der starken Nachfrage von Kita-Plätzen ist noch ein Wald-Kindergarten geplant.

## Persönlichkeiten

### Söhne und Töchter der Gemeinde
- Heinrich Reizmann (1462–1528), Priester und Kustos im Stift St. Peter und Alexander (Aschaffenburg)[64]
- Theodor Gilmer (1779–1854), hessischer Landtagsabgeordneter und geheimer Oberfinanzrat
- Katharina Roth (1882–1967), Abgeordnete (KPD) des Landtages des Volksstaates Hessen 1922–1927
- Philipp Hauck (1882–1935), hessischer Landtagsabgeordneter
- Heinrich Geißler (1872–1959), Lehrer und Heimatkundler, Autor des Schaafheimer Heimatbuchs[64]
- Georg Hauck (1854–1921), Landtagsabgeordneter und Bürgermeister von Schaafheim

### Mit Schaafheim verbunden
- Georg Ridinger (1568–1617), Architekt und Baumeister[64]
- Norbert Kühne (* 1941), deutscher Schriftsteller und Psychologe, lebte von 1943 bis 1953 in Radheim, besuchte die ersten vier Klassen der Volksschule. Wohnt heute in Marl (Westfalen). Seine Mutter Maria Agnes Kühne (Geburtsname: Dries) war gebürtige Radheimerin.